# أذينة متناوبة
أذينة متناوبة (الاسم العلمي: Phlomis rotata) هو نوع نباتي يتبع جنس الأذينة من الفصيلة الشفوية.